# 大村御殿
大村御殿（おおむらうどぅん・うふむらうどぅん）は、尚質王の四男・尚弘才、北谷王子朝愛（1650年6月11日（順治7年5月13日） - 1719年12月11日（康煕58年11月1日））を元祖とする琉球王族。第二尚氏の分家で、代々北谷間切（現：北谷町、嘉手納町、沖縄市の一部）の按司地頭を務めた琉球王国の大名。
一世・朝愛は尚貞王の摂政を17年間も務めた。朝愛に男子がいなかったため、尚益王の次男・尚徹が養子入りして二世・北谷王子朝騎となった。朝騎も尚敬王の摂政を18年間務め、また歌人としても知られている。
朝騎にも嗣子がなかったため、一世・朝愛の外曾孫にあたる名護御殿四世、名護按司朝宜の長男・朝永が養子入りして家督を継いだ。七世・朝春の時に琉球処分を迎えた。
沖縄に伝わる民話「耳切り坊主」では、黒金座主という妖僧を北谷王子が宝刀治金丸で斬殺したという。この北谷王子が一世・朝愛で、何代も跡継ぎの男子が生まれなかったのは耳切り坊主の祟りとされる。

## 系譜
- 一世・尚弘才、北谷王子朝愛
- 二世・尚徹、北谷王子朝騎（尚益王次男。朝愛の養子となる）
- 三世・向允治、大村王子朝永（名護御殿四世・名護按司朝宜長男。朝騎に嗣子なきため、養子入り）
- 四世・向元弼、大村按司朝計
- 五世・大村按司朝庸
- 六世・向崇徳、大村按司朝憲
- 七世・大村按司朝春